# Banda de Gaitas Ribeseya

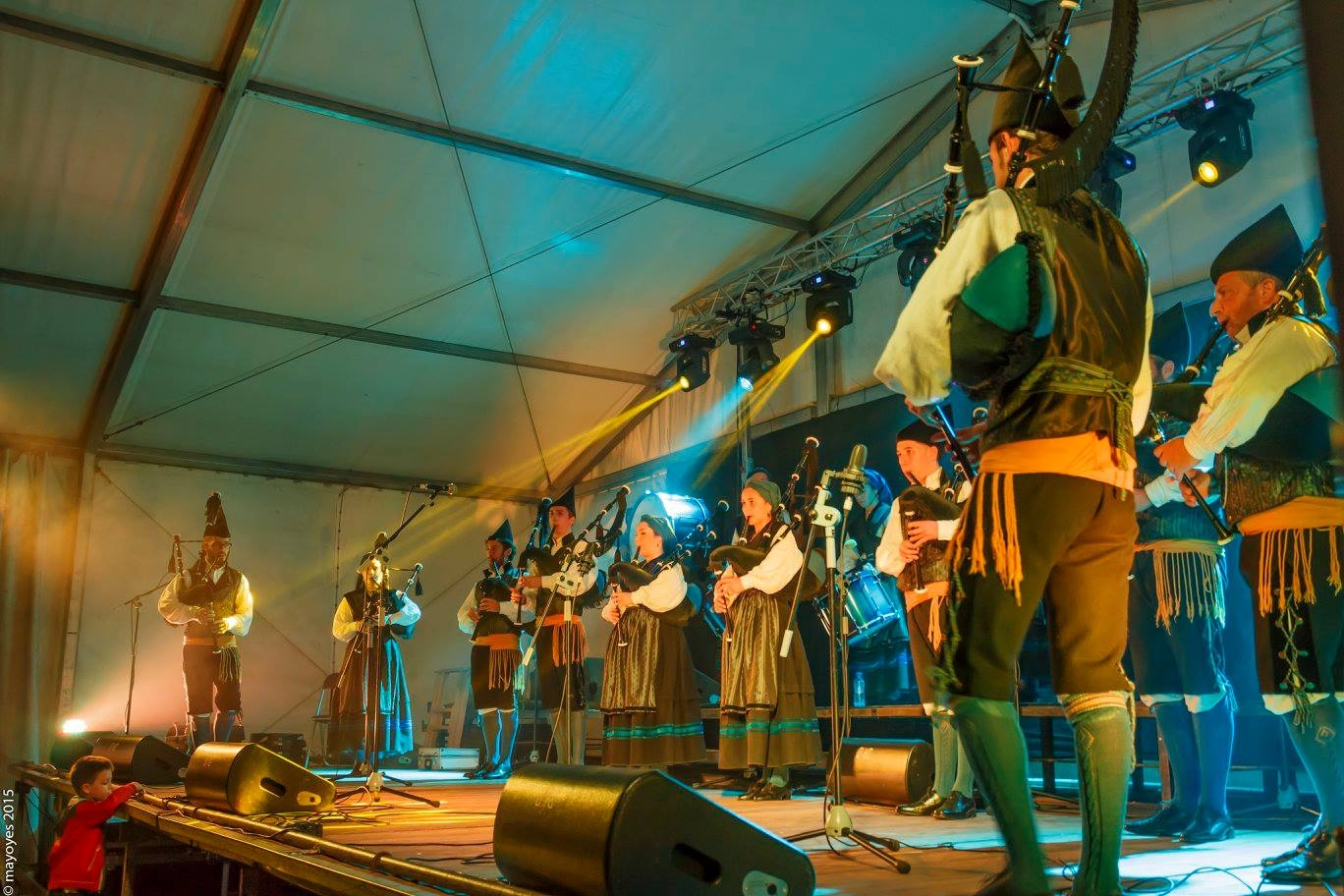
Foto: BGR

La Banda de Gaitas Ribeseya, surge en el año 1996 como resultado de la actividad de los jóvenes de la Escuela de Música Tradicional de Ribadesella (en asturiano Ribeseya). La Banda de Gaitas Ribeseya, se forma dentro del proyecto del maestro gaitero José Ángel Hevia conocido como “La Bandona de Asturias”, y que estaba formada por las bandas de gaitas de Villaviciosa, Mieres, Candás y Ribeseya, a quienes después se uniría la Banda de Gaitas de San Martín del Rey Aurelio.
Hoy en día la formación de la banda la componen 12 gaiteros, 4 cajistas, 4 timbaleras y 1 bombero.

## Primera etapa
La banda empieza a actuar por toda la geografía asturiana de forma autónoma. Encuentro como La Ascensión en Oviedo, La Fiesta el Pastor en los Lagos de Covadonga o la fiesta de Las Cebollas Rellenas en El Entrego y muchas otras citas en el país y festividades del Concejo de Ribeseya.
- 1998 - La banda acude a algunos festivales tanto dentro como fuera de la geografía asturiana, en ciudades como Sevilla o Castellón, pero sin duda, hay un Festival que representa el celtismo a nivel mundial, y ese es el Festival Interceltico de Lorient, al que acudió formando parte de “La Bandona de Asturias”
- 2001 - Disputa el Primer Campeonato de Bandas de Gaitas Asturianas, celebrado en Gijón. Es la banda revelación del campeonato, obteniendo un meritorio cuarto puesto.
- 2002 - En el mismo Campeonato de Bandas, se enfrenta codo con codo con la Banda de Gaitas “Villaviciosa-El Gaitero”, alcanzando el subcampeonato de Asturias. Al año, en La Felguera la banda repite historia quedando esta vez en el tercer puesto.

En el invierno del año 2003 la banda tiene una crisis de componentes, por razones de estudios y de trabajo de los componentes se ve obligada a tomar un receso temporal que finalmente duraría 6 años.

## Segunda etapa
En el año 2009 se producen acciones para intentar resucitar la banda. De este movimiento renace el actual grupo que vuelve con el objetivo de convertirse en una banda compatible con los horarios de trabajo y accesible a gente de cualquier parte de Asturias con ganas de trabajar y progresar. Desde ese momento, en el que comienzan los ensayos, la banda actúa en el Festival de Bandas de Gaitas “Xacara” y en el de Castrillón en el año 2010 cosechando buenos comentarios, lo que anima al grupo de Ribadesella a competir en la Fase Final de la Liga Gallega de Bandas de Gaitas .
- En este campeonato, celebrado en julio de 2011, la banda obtiene un meritorio segundo puesto en Grado 2, y una victoria en la categoría de Percusión. Resultados a destacar, considerando que la puntuación final se obtiene al sumar las diversas categorías, entre las que figura la estética, apartado en el que le otorgaron una puntuación muy baja por no un tener atuendos tradicionales.[2]
- En el año 2012 se presenta a la Liga Gallega de Bandas de Gaitas, quedando Campeona de Segundo Grado sacando más de 30 puntos en las dos fases al segundo clasificado. Este mismo año, acude entre otros festivales y fiestas al Festival de Bandas de Gaitás de Candás, retransmitido en directo por televisión.[3]
- En el año 2013, asisten a algunos Festivales asturianos y participan en el Campeonato del Arco Atlántico de Gijón, quedando cuartos en el general y Campeones de Cuerpos de Percusión. También viajan a Euskadi al Festival Sopela Munduan, Mundua Sopelan.[4]
- En el año 2014 hacen una gira por los auditorios más grandes de Murcia, y siguen actuando por Festivales asturianos. También se desplazan a Galicia a algunas actuaciones.